# Isabel Prahl

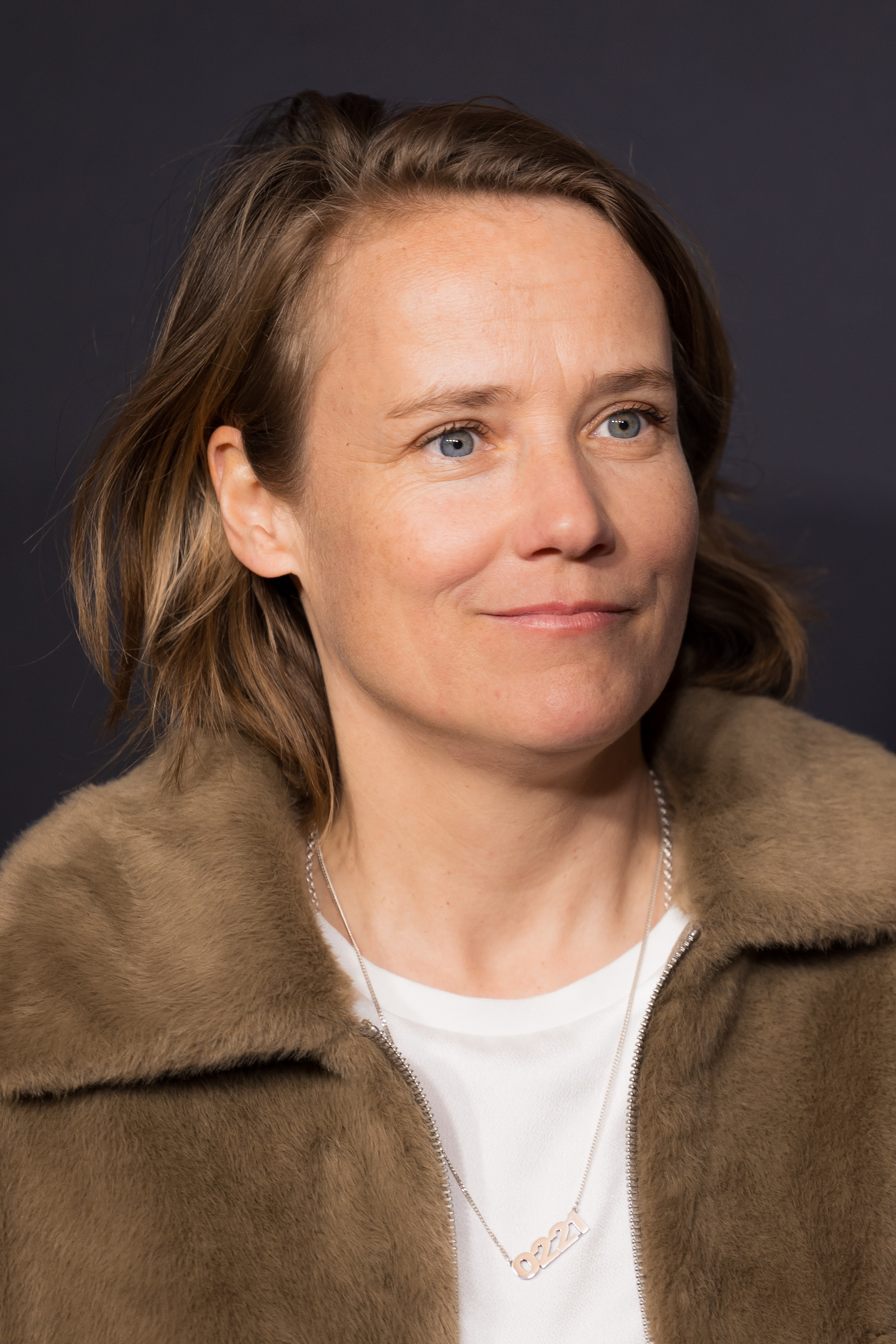
Isabel Prahl (2024)

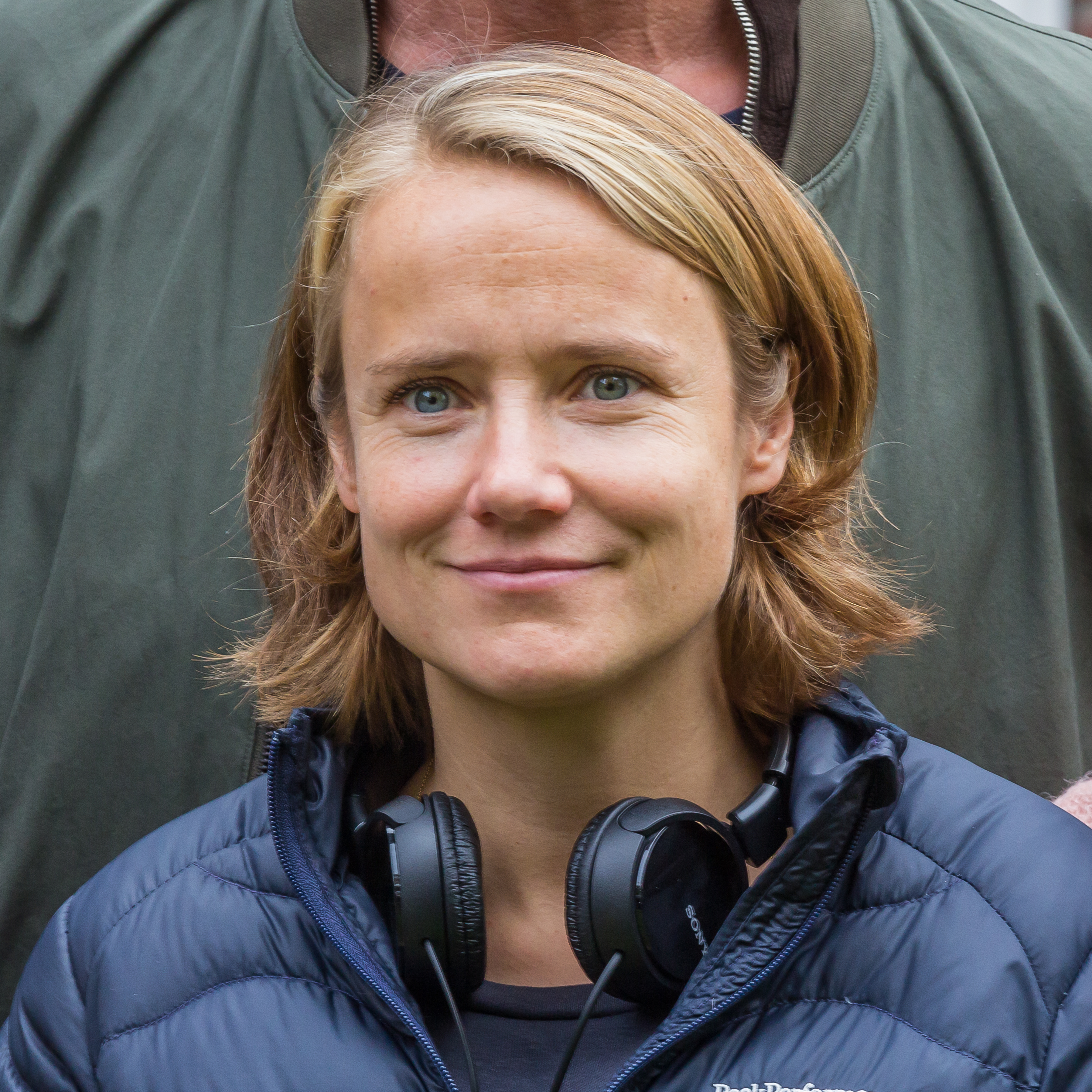
Isabel Prahl bei Dreharbeiten zu Tatort Köln, 2019

Isabel „Isa“ Prahl (* 1978 in Münster) ist eine deutsche Filmregisseurin.

## Leben und Wirken
Prahl machte ihr Abitur am Münsteraner Annette-von-Droste-Hülshoff-Gymnasium. Sie studierte Grafik-Design in Hamburg, dann Literatur, Kultur und Medien in Siegen. Es folgte ab 2007 ein Regiestudium an der Kunsthochschule für Medien Köln. Für den Spot Armut kennt viele Geschichten wurde sie 2010 mit dem Goldenen Spatz bedacht. 2011 schloss sie ihr Studium mit dem 32-minütigen Spielfilm Ausreichend ab, für den sie mit einem First-Steps-Award ausgezeichnet wurde. 2012 wurde sie mit dem Förderpreis des Landes Nordrhein-Westfalen für junge Künstlerinnen und Künstler geehrt.
Ihr Debüt-Langfilm 1000 Arten Regen zu beschreiben wurde beim Tallinn Black Nights Film Festival in der Kategorie „Bestes Debüt“ ausgezeichnet sowie 2018 für den Max-Ophüls-Preis nominiert.
Isa Prahl ist Mitglied im Bundesverband Regie (BVR). Sie lebt in Berlin.

## Filmografie (Auswahl)
- 2009: Armut kennt viele Geschichten (Kurzfilm)
- 2011: Ausreichend (Kurzfilm)
- 2012: Tag7 – Mit Bettina Böttinger im ärmsten Land der Welt (Reportage)
- 2017: 1000 Arten Regen zu beschreiben
- 2019: Was wir wussten – Risiko Pille
- 2019: Friesland: Hand und Fuß (Fernsehreihe)
- 2020: Marie Brand und die falschen Freunde (Fernsehreihe)
- 2020: Tatort: Gefangen (Fernsehreihe)
- 2021: Westwall (Fernsehserie)
- 2023: Deutsches Haus (Miniserie)
- 2024: Reset – Wie weit willst du gehen? (Miniserie)
- 2025: Tatort: Fiderallala (Fernsehreihe)